# Liste der Biografien/Sik
Liste der Biografien |
Portal Biografien |
Personensuche
# |
A |
B |
C |
D |
E |
F |
G |
H |
I |
J |
K |
L |
M |
N |
O |
P |
Q |
R |
S |
T |
U |
V |
W |
X |
Y |
Z |
?
 
Sa |
Sb |
Sc |
Sd |
Se |
Sf |
Sg |
Sh |
Si |
Sj |
Sk |
Sl |
Sm |
Sn |
So |
Sp |
Sq |
Sr |
Ss |
St |
Su |
Sv |
Sw |
Sy |
Sz
 
Sia |
Sib |
Sic |
Sid |
Sie |
Sif |
Sig |
Sih |
Sii |
Sij |
Sik |
Sil |
Sim |
Sin |
Sio |
Sip |
Siq |
Sir |
Sis |
Sit |
Siu |
Siv |
Siw |
Six |
Siy |
Siz
Die Liste der Biografien führt alle Personen auf, die in der deutschsprachigen Wikipedia einen Artikel haben. Dieses ist eine Teilliste mit 125 Einträgen von Personen, deren Namen mit den Buchstaben „Sik“ beginnt.

## Sik
- Şık, Ahmet (* 1970), türkischer Autor, Gewerkschafter und investigativer Journalist
- Sík, Endre (1891–1978), ungarischer kommunistischer Politiker
- Šik, Miroslav (* 1953), Schweizer Architekt, Architekturtheoretiker und Professor am Department Architektur der ETH Zürich
- Šik, Ota (1919–2004), tschechoslowakisch-schweizerischer Wirtschaftswissenschaftler und MalerOta Šik (1919–2004)

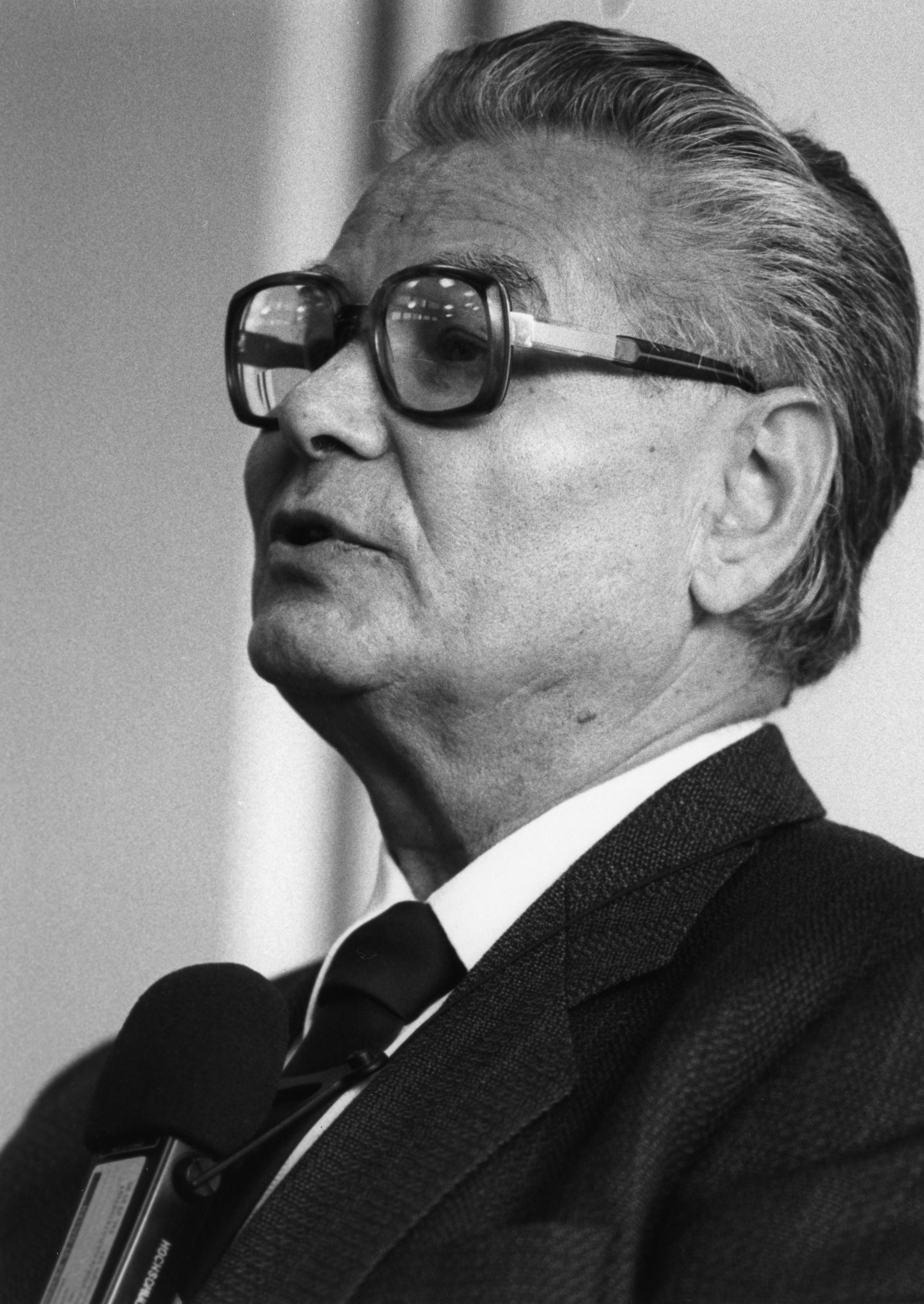
Ota Šik (1919–2004)

### Sika
- Sika, Jutta (1877–1964), österreichische Keramikerin, Grafikerin
- Sika, Michael (* 1933), österreichischer Polizist, Generaldirektor für die öffentliche Sicherheit
- Sika, Václav (* 1955), tschechischer Galerieleiter
- Sikabonyi, Marguerite (* 1982), italienische Schauspielerin
- Sikade, Ayanda (* 1981), südafrikanischer Jazzmusiker (Schlagzeug)
- Sikała, Maciej (* 1961), polnischer Jazzmusiker (Saxophon)
- Sikali, Mzukisi (1971–2005), südafrikanischer Boxer
- Sikan, Danylo (* 2001), ukrainischer Fußballspieler
- Sikandar Butshikan († 1413), indischer Herrscher
- Sikandar Jahan (1817–1868), Regentin des Fürstenstaates Bhopal
- Sikander Shah († 1390), zweiter Sultan von Bengalen
- Sikanos, antiker griechischer Töpfer
- Sikaras, Panagiotis (* 1979), griechischer Baseballspieler
- Şikarov, Şikar (1953–1992), Oberst der aserbaidschanischen Streitkräfte
- Sikatana, Mundia (1938–2012), sambischer Politiker, Außenminister von Sambia
- Sikazwe, Chomba Freedom (* 1961), sambischer Politiker
- Sikazwe, Janny (* 1979), sambischer Fußballschiedsrichter

### Sikd
- Sikdar, Jyotirmoyee (* 1969), indische Leichtathletin und Politikerin
- Sikdar, Radhanath (1813–1870), indischer Mathematiker, berechnete als erster die Höhe des Mount Everest
- Sikder, Kristin (* 1974), deutsche Schauspielerin
- Sikder, Stephen (* 1966), deutsch-indischer Schauspieler und Casting Director

### Sike
- SIKE (* 1998), deutscher Künstler
- Sike, András (* 1965), ungarischer Ringer
- Síkela, Jozef (* 1967), tschechischer Politiker
- Sikelgaita (1040–1090), langobardische Prinzessin
- Sikelianos, Angelos (1884–1951), griechischer Dichter
- Sikelos, antiker attischer Vasenmaler
- Sikemäe, Ilmar (1914–1998), estnischer Schriftsteller und Publizist
- Sikemsen, Peter (* 1969), grönländischer Handballspieler und Gewichtheber
- Sikes, Cynthia (* 1954), US-amerikanische Schauspielerin
- Sikes, Robert Lee Fulton (1906–1994), US-amerikanischer Politiker
- Sikes, Robert S. (* 1961), US-amerikanischer Mammaloge

### Sikh
- Sikhakhane, Linda (* 1992), südafrikanischer Jazzmusiker (Saxophon)
- Sikhanyiso Dlamini (* 1987), eswatinische Angehörige des Königshauses, Prinzessin von Eswatini, Minister of Information, Communication and TechnologySikhanyiso Dlamini (* 1987)

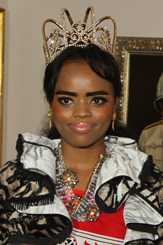
Sikhanyiso Dlamini (* 1987)

### Siki
- Siki, Battling (1897–1925), französischer Boxer und der erste Boxweltmeister
- Síki, Béla (1923–2020), ungarisch-schweizerischer Pianist und Musikpädagoge
- Sikiö, Tuija (* 1969), finnische Biathletin
- Sikirić, Roko (* 1981), kroatischer Volleyballspieler
- Sikivie, Paul (* 1983), US-amerikanischer Jazzmusiker (Kontrabass)
- Sikivie, Pierre (* 1949), belgischer Physiker

### Sikk
- Sikk, Kermo (* 1993), estnischer Biathlet
- Sikka, Vishal (* 1967), indischer Unternehmer
- Sikkal, Aleksander (* 1952), estnischer Politiker
- Sikkar, Johannes (1897–1960), estnischer Politiker
- Sikking, James (1934–2024), US-amerikanischer Schauspieler
- Sikking, Maarten (1948–2009), niederländischer Hockeyspieler
- Sikko, Graf im Bonn- und Ahrgau
- Sikkut, Riina (* 1983), estnische Politikerin

### Sikl
- Sikla, Ferry (1866–1932), deutscher Schauspieler
- Siklenka, Mike (* 1979), kanadischer Eishockeyspieler
- Siklós, Albert (1878–1942), ungarischer Komponist
- Siklósi, Gergely (* 1997), ungarischer Degenfechter
- Siklósi, Örs (1991–2021), ungarischer Rockmusiker

### Sikm
- Sikma, Dennis (* 1999), niederländischer Eishockeyspieler
- Sikma, Jack (* 1955), US-amerikanischer Basketballspieler
- Sikma, Luke (* 1989), US-amerikanischer Basketballspieler

### Siko
- Siko, Odette (1899–1984), französische Autorennfahrerin
- Sikoa, Solo (* 1993), amerikanischer WrestlerSolo Sikoa (* 1993)

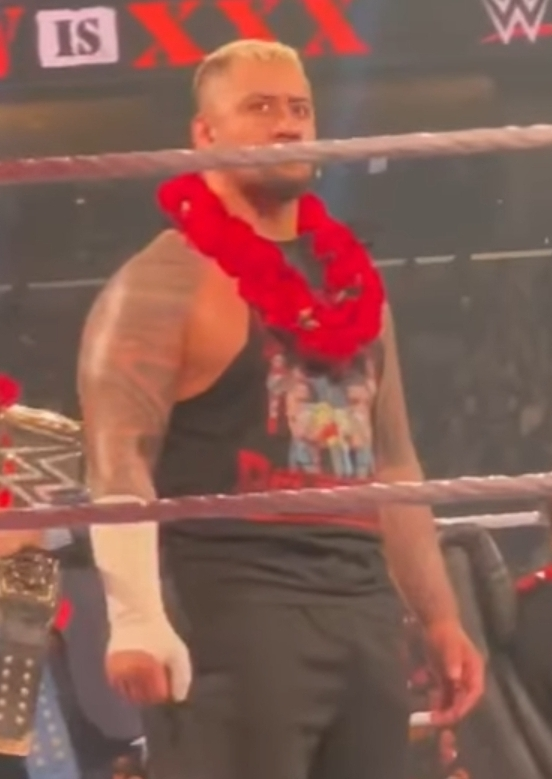
Solo Sikoa (* 1993)

- Sikojev, André (* 1961), deutscher russisch-orthodoxer Priester und Filmproduzent
- Šikolová, Helena (* 1949), tschechoslowakische Skilangläuferin
- Sikora, Adam (* 1979), deutscher Schauspieler
- Sikora, Adrian (* 1980), polnischer Fußballspieler
- Sikora, Adrian (* 1988), slowakischer Tennisspieler
- Sikora, Aleksandra (* 1991), polnische Fußballspielerin
- Sikora, Alfons (* 1949), deutscher Fußballspieler
- Sikora, Bernd (* 1940), deutscher Architekt, Autor und Designer
- Sikora, Catherine, irische Jazzmusikerin (Saxophone)
- Sikora, Elżbieta (* 1943), polnische Komponistin
- Sikora, Frank (* 1956), deutscher Jazzmusiker
- Sikora, Franz (1863–1902), österreichischer Naturaliensammler und Händler
- Sikora, Franz (1895–1980), deutscher Zeichner, Maler und Grafiker
- Sikora, Gabriele (* 1950), deutsche Politikerin (SPD), MdL
- Sikora, Hilda (1889–1974), österreichische Mikrobiologin und Zeichnerin
- Sikora, Josef (1912–1945), deutscher römisch-katholischer Geistlicher und Märtyrer
- Sikora, Joseph (* 1976), US-amerikanischer SchauspielerJoseph Sikora (* 1976)

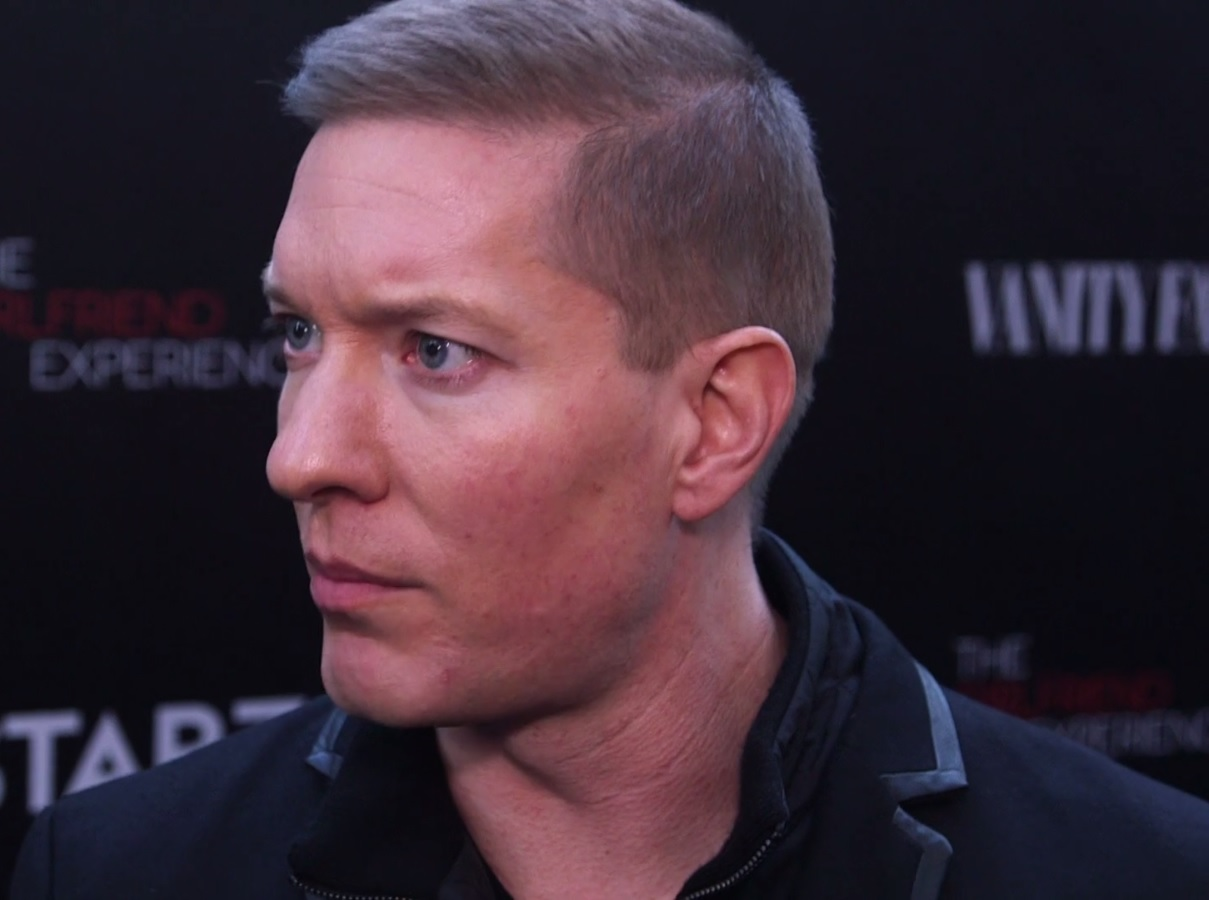
Joseph Sikora (* 1976)

- Sikora, Juliet (* 1979), deutsche Musikerin und DJ
- Sikora, Jürgen (* 1943), deutscher Politiker (CDU), MdL, MdB
- Sikora, Michael (* 1961), deutscher Historiker
- Sikora, Miro (* 1957), deutsch-polnischer Eishockeyspieler und -funktionär
- Sikora, Monika (* 1958), deutsche Tischtennisspielerin
- Sikora, Petr (* 1970), deutsch-tschechischer Eishockeyspieler
- Sikora, Tomasz (* 1973), polnischer Biathlet
- Sikora, Victor (* 1978), niederländischer Fußballspieler
- Sikorav, Jean-Claude (* 1957), französischer Mathematiker
- Sikorcin, Ladislav (* 1985), ungarischer Eishockeyspieler
- Sikorovsky, Fritz (1915–1995), österreichischer Bergsteiger
- Sikorowski, Andrzej (* 1949), polnischer Musiker
- Sikorski, Alain (1959–2025), belgischer Comiczeichner
- Sikorski, Andrzej (* 1961), polnischer Radrennfahrer
- Sikorski, Bartosz (* 1974), polnischer Kontrabassist
- Sikorski, Daniel (* 1987), österreichisch-polnischer Fußballspieler
- Sikorski, Gerry (* 1948), US-amerikanischer Politiker
- Sikorski, Hans (1899–1972), deutscher Verleger
- Sikorski, Hans-Wilhelm (* 1913), deutscher Fußballspieler
- Sikorski, Igor (* 1990), polnischer Paralympionik
- Sikorski, Igor Iwanowitsch (1889–1972), russisch-ukrainischer und US-amerikanischer Luftfahrtpionier
- Sikorski, Kazimierz (1895–1986), polnischer Komponist
- Sikorski, Krystian (* 1961), polnischer Eishockeyspieler und -trainer
- Sikorski, Lutz (1950–2011), deutscher Politiker (Bündnis 90/Die Grünen)
- Sikorski, Peter (* 1979), deutscher Schauspieler
- Sikorski, Radosław (* 1963), polnischer Politologe, Historiker, Politiker, Mitglied des Sejm und JournalistRadosław Sikorski (* 1963)

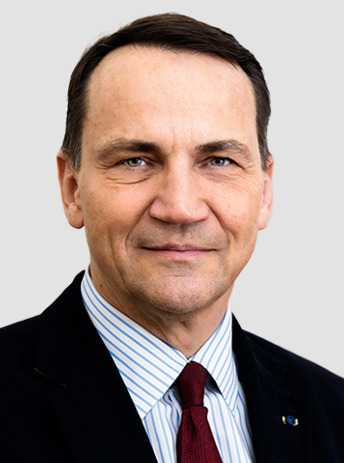
Radosław Sikorski (* 1963)

- Sikorski, Roman (1920–1983), polnischer Mathematiker
- Sikorski, Sebastian (* 1989), kanadischer Pokerspieler
- Sikorski, Tomasz (1939–1988), polnischer Komponist und Pianist
- Sikorski, Władysław (1881–1943), polnischer Offizier und Politiker
- Sikorskis, Romualdas (1926–1997), litauischer Politiker, Mitglied des Seimas und Finanzminister
- Sikorskyj, Iwan (1842–1919), ukrainischer Psychiater, Psychologe und Hochschullehrer
- Sikošek Pelko, Domen (* 1997), slowenischer Handballspieler
- Sikota, Kapelwa (1928–2006), sambische Krankenschwester
- Šikov, Vanče (* 1985), mazedonischer Fußballspieler
- Sikowo, Boniface Abel (* 1999), ugandischer Hindernisläufer

### Siks
- Siksay, Bill (* 1955), kanadischer Politiker
- Siksna, Amanda (* 2002), kanadische Volleyballspielerin
- Šikšnelis, Juozas (1950–2024), litauischer Schriftsteller
- Šikšnys, Virginijus (* 1956), litauischer Biochemiker und Professor an der Universität Vilnius

### Siku
- Sikua, Derek (* 1959), salomonischer Politiker
- Šikula, Vincent (1936–2001), slowakischer Dichter, Schriftsteller, Kinder- und Jugendbuchautor, Publizist, Dramaturg und Musiker
- Sikuli Paluku, Melchisedec (* 1952), kongolesischer Geistlicher, Bischof von Butembo-Beni
- Sikunkowa, Ksenija (* 1979), belarussische Biathletin
- Sikuta, Franz (1921–1944), österreichischer Widerstandskämpfer gegen den Nationalsozialismus

### Sikv
- Sikveland, Annette (* 1972), norwegische Biathletin